# 磁质楔形蛤
磁质楔形蛤（学名：Sunetta solanderii），又名素蘭碟文蛤、素蘭碟簾蛤或小楔形蛤，是帘蛤目帘蛤科的一种。
本物種過往曾屬於小楔形蛤属（Sunettina Pfeiffer, 1870），但WoRMS認為所有小楔形蛤属的物種都應該歸類到楔形蛤屬去。現依從WoRMS的分類。

## 分佈
仅分布于印度洋，原认为分布于东亚的物种被重新发表为新种红楔形蛤（Sunetta beni）。
常栖息在潮下帶10-55公尺粗砂、礫石質的淺海。